# Campofilone
Campofilone är en comune, det vill säga kommun i provinsen Fermo i den italienska regionen Marche. Orten är belägen cirka 60 kilometer sydväst från Ancona och 30 kilometer nordost om Ascoli Piceno. Kommunen hade 1 912 invånare (2018). Grannkommuner till Campofilone är Altidona, Lapedona, Massignano, Montefiore dell'Aso och Pedaso.